# 失恋の詩
｢失恋の詩｣ (しつれんのうた) は、ファンキー加藤の楽曲。ドリーミュージックから2018年2月21日に配信限定でリリースされた。配信限定曲は｢前へ 〜My way〜｣に続いて2曲目となる。

## タイアップ
- 日本テレビ ｢採用!フリップNEWS｣ 2018年3月度 エンディングテーマ

## 曲の詳細
1. 失恋の詩 [3:54]
  - 作詞 : ファンキー加藤 作曲 : DJ CONTROLER/WolfJunk